# Liga Asobal 2022-23
La Liga Asobal 2022-23 es la 33.ª edición de la Liga Asobal de balonmano, la máxima categoría del balonmano español.

## Equipos
| - Barça - Fraikin BM. Granollers - Abanca Ademar León - Frigoríficos del Morrazo - BM Logroño La Rioja - Club Cisne BM. - TM Benidorm - Balonmano Guadalajara |  | - Bidasoa Irún - Helvetia Anaitasuna - Rebi Balonmano Cuenca - Balonmano Sinfín - Bada Huesca - Recoletas Atlético Valladolid - Ángel Ximénez-Puente Genil - Bathco BM. Torrelavega |  |

### Equipos por comunidad autónoma
| Comunidad Autónoma   | Nº de equipos | Equipos                                            |
| -------------------- | ------------- | -------------------------------------------------- |
| Castilla y León      | 2             | Abanca Ademar León y Recoletas Atlético Valladolid |
| Cataluña             | 2             | Fraikin BM. Granollers y Barça                     |
| Cantabria            | 2             | Balonmano Sinfín y Bathco BM. Torrelavega          |
| Galicia              | 2             | Frigoríficos del Morrazo y Club Cisne BM.          |
| Castilla-La Mancha   | 2             | Rebi Balonmano Cuenca y Balonmano Guadalajara      |
| Andalucía            | 1             | Ángel Ximénez-Puente Genil                         |
| Comunidad Valenciana | 1             | TM Benidorm                                        |
| Aragón               | 1             | Bada Huesca                                        |
| La Rioja             | 1             | BM Logroño La Rioja                                |
| Navarra              | 1             | Helvetia Anaitasuna                                |
| País Vasco           | 1             | Bidasoa Irún                                       |

## Clasificación
|                                                                         | Equipo                        | Puntos | J  | G  | E | P  | GF   | GC  | DG   |
| ----------------------------------------------------------------------- | ----------------------------- | ------ | -- | -- | - | -- | ---- | --- | ---- |
| 1                                                                       | Barça                         | 60     | 30 | 30 | 0 | 0  | 1187 | 804 | 383  |
| 2                                                                       | Rebi Balonmano Cuenca         | 42     | 30 | 19 | 4 | 7  | 891  | 841 | 50   |
| 3                                                                       | Fraikin BM. Granollers        | 40     | 30 | 18 | 4 | 8  | 968  | 919 | 49   |
| 4                                                                       | Bidasoa Irún                  | 39     | 30 | 19 | 1 | 10 | 982  | 873 | 109  |
| 5                                                                       | BM Logroño La Rioja           | 35     | 30 | 16 | 3 | 11 | 907  | 911 | -4   |
| 6                                                                       | Bathco BM. Torrelavega        | 32     | 30 | 15 | 2 | 13 | 924  | 940 | -16  |
| 7                                                                       | Abanca Ademar León            | 32     | 30 | 14 | 4 | 12 | 996  | 993 | 3    |
| 8                                                                       | Ángel Ximénez-Puente Genil    | 30     | 30 | 14 | 2 | 14 | 915  | 960 | -45  |
| 9                                                                       | TM Benidorm                   | 25     | 30 | 11 | 3 | 16 | 875  | 903 | -28  |
| 10                                                                      | Recoletas Atlético Valladolid | 25     | 30 | 11 | 3 | 16 | 868  | 917 | -49  |
| 11                                                                      | Bada Huesca                   | 23     | 30 | 9  | 5 | 16 | 919  | 937 | -18  |
| 12                                                                      | Balonmano Sinfín              | 22     | 30 | 9  | 4 | 17 | 832  | 918 | -86  |
| 13                                                                      | Helvetia Anaitasuna           | 22     | 30 | 9  | 4 | 17 | 876  | 902 | -26  |
| 14                                                                      | Frigoríficos del Morrazo      | 20     | 30 | 7  | 6 | 17 | 839  | 922 | -83  |
| 15                                                                      | Balonmano Guadalajara         | 18     | 30 | 8  | 2 | 20 | 834  | 958 | -124 |
| 16                                                                      | Club Cisne BM.                | 15     | 30 | 7  | 1 | 22 | 857  | 972 | -115 |
| Fuente: Real Federación Española de Balonmano; actualización automática |                               |        |    |    |   |    |      |     |      |

## Top goleadores
| Rango | Jugador           | Club                          | Goles |
| ----- | ----------------- | ----------------------------- | ----- |
| 1     | Joaquim Nazaré    | Incarlopsa Cuenca             | 192   |
| 2     | Antonio Martínez  | Abanca Ademar León            | 188   |
| 3     | Alexandre Chan    | BM Cisne                      | 183   |
| 4     | Antonio García    | Fraikin BM Granollers         | 162   |
| 5     | Álvaro Martínez   | Recoletas Atlético Valladolid | 149   |
| 6     | Juan Castro       | Abanca Ademar León            | 144   |
| 7     | Melvyn Richardson | FC Barcelona                  | 140   |
| 8     | Jon Azkue         | Bidasoa Irún                  | 139   |
| 9     | Carlos Álvarez    | BM Cisne                      | 137   |
| 10    | Ramiro Martínez   | Club Balonmano Benidorm       | 132   |